# Lac-Douaire
Lac-Douaire est un territoire non organisé situé dans la municipalité régionale de comté d'Antoine-Labelle, dans la région administrative des Laurentides, au Québec.